# Бобруйська округа
Бобруйська округа — одиниця адміністративного поділу Білоруської РСР, що існувала з липня 1924 до липня 1930 року. Адміністративний центр — місто Бобруйськ.
Первинно включала 12 районів: Бобруйський 1-й, Бобруйський 2-й, Буда-Кошелевський, Глуський, Городецький, Жлобинський, Клічевський, Осиповицький, Парицький, Рогачовський, Свіслоцький, Стрешинський.
1927 року до складу Бобруйської округи увійшло 5 районів ліквідованої Слуцької округи: Краснослобідський, Любанський, Слуцький, Стародорозький, Старобінський. Одночасно були ліквідовані Городецький та Стрешинський райони, а Бобруйський 1-й та Бобруйський 2-й райони об'єднані в єдиний Бобруйський район. Буда-Кошелевський район було передано до Гомельського округу.
Ліквідована у липні 1930, як і більшість округів СРСР. Райони передані у пряме підпорядкування БРСР.
За даними перепису 1926 року чисельність населення становила 530,9 тис. чол. В тому числі білоруси — 81,0 %; євреї — 9,9 %; росіяни — 6,0 %; поляки — 2,1 %.